# Ali Shamkhani
Ali Shamkhani (en persan : علی شمخانی), né le 29 septembre 1955 à Ahvaz est un militaire et homme politique iranien et ancien secrétaire du Conseil suprême de sécurité nationale.

## Biographie

### Origine et formation initiale
Shamkhani est né le 29 septembre 1955 à Ahvaz, dans la province du Khuzestan. Sa famille est iranienne d'origine arabe, comme beaucoup d'habitants du Khuzestan. Il suit des études d'ingénieur à l'université d'Ahvaz.

### Carrière professionnelle
Il devient amiral dans la Marine du corps des gardiens de la révolution islamique (1980-1989) puis sert dans la Marine de la république islamique d'Iran (1989-1997). 
Il tient ensuite le poste du ministre de la Défense de 1997 à 2005 sous le gouvernement de Mohammad Khatami,. 
Entre 2005 et 2013, il est directeur du centre pour les études stratégiques des forces armées iraniennes. Il est aussi conseil militaire auprès du guide suprême Ali Khameni. 
En 2013, il est nommé secrétaire du Conseil suprême de sécurité nationale par le guide de la révolution Ali Khamenei. Il quitte ces fonctions le 22 mai 2023, quelques mois après la mise en cause d'un de ses proches collaborateurs, Alireza Akbari, dans une affaire d'espionnage au bénéfice du Royaume-Uni.
Son habitation est ciblée par une frappe israélienne le 13 juin 2025, lors de l'attaque d’Israël sur l'Iran. Blessé, il reste enseveli sous les décombres pendant trois heures avant d'être secouru. Son épouse femme et leur fils ont également été blessés dans l'attaque.